# Il consigliori
Il consigliori è un film del 1973, diretto da Alberto De Martino.

## Trama
Thomas Accardo, giovane avvocato è figlioccio di don Antonio Macaluso, boss di cosa nostra, facente parte della cosca mafiosa che da Los Angeles estende il suo dominio sulla costa occidentale. Finito per breve tempo in prigione e innamorato di Laura Murchison, Thomas, detto il Consigliori, decide di ritirarsi per esercitare onestamente la propria professione. Del fatto però ne approfitta Vincenzo Garofalo, che in breve raccoglie attorno a sé altri dissidenti e scatena quindi una guerra contro la famiglia Macaluso. Le perdite della famiglie e le numerose defezioni inducono Thomas a riprendere il suo posto e ad accettare un incontro pacificatore che solo per la correttezza del mediatore don Michele non si trasforma in una strage. Trasferitisi in Sicilia spalleggiati da Calogero, i Macaluso si riorganizzano e affrontano Garofalo giunto a sua volta nell'isola per lo scontro definitivo.

## Distribuzione
Distribuito nei cinema italiani il 30 agosto 1973, Il consigliori ha incassato complessivamente 685.486.000 lire dell'epoca.